# Albert Borchers

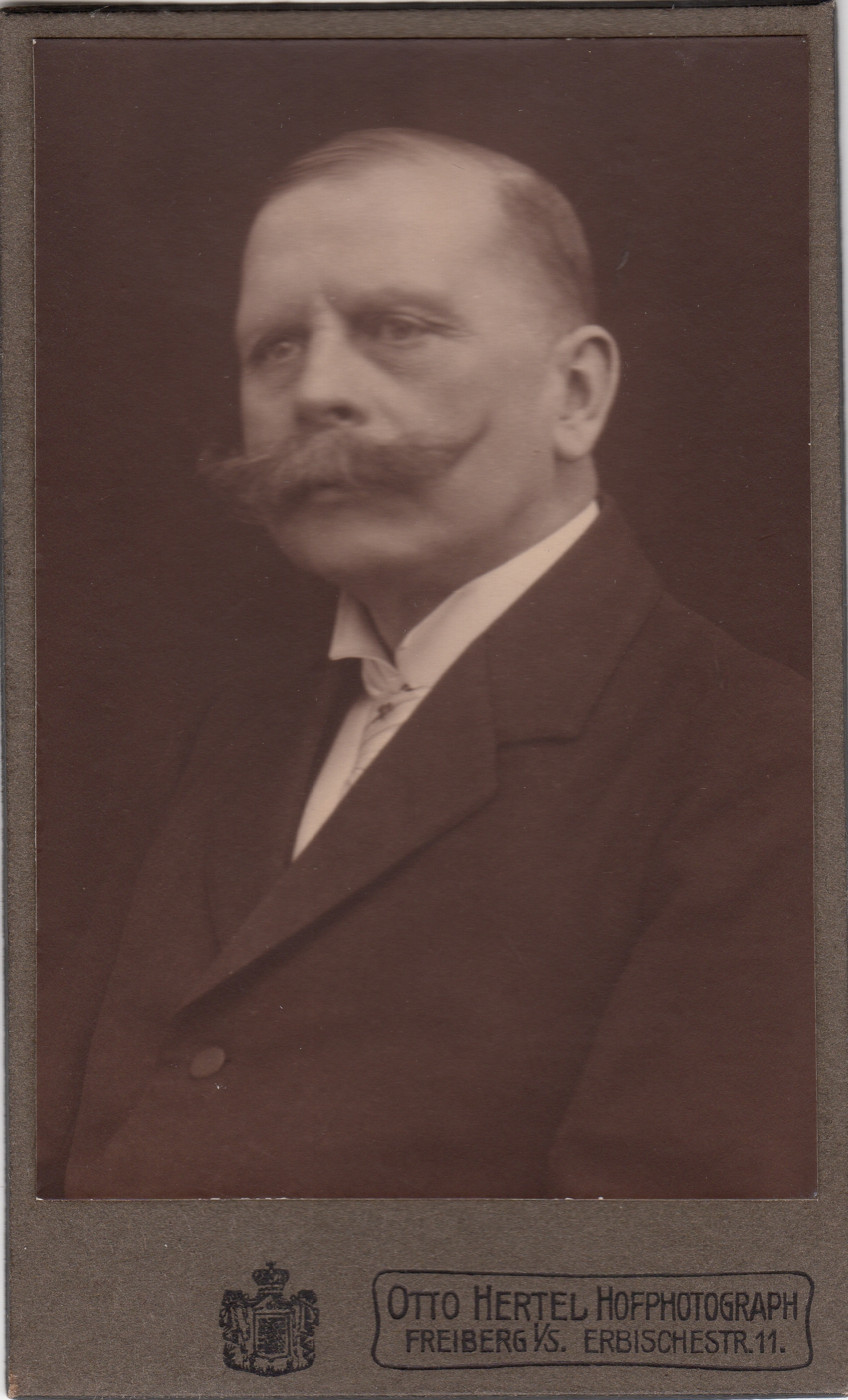
Albert Borchers um 1920

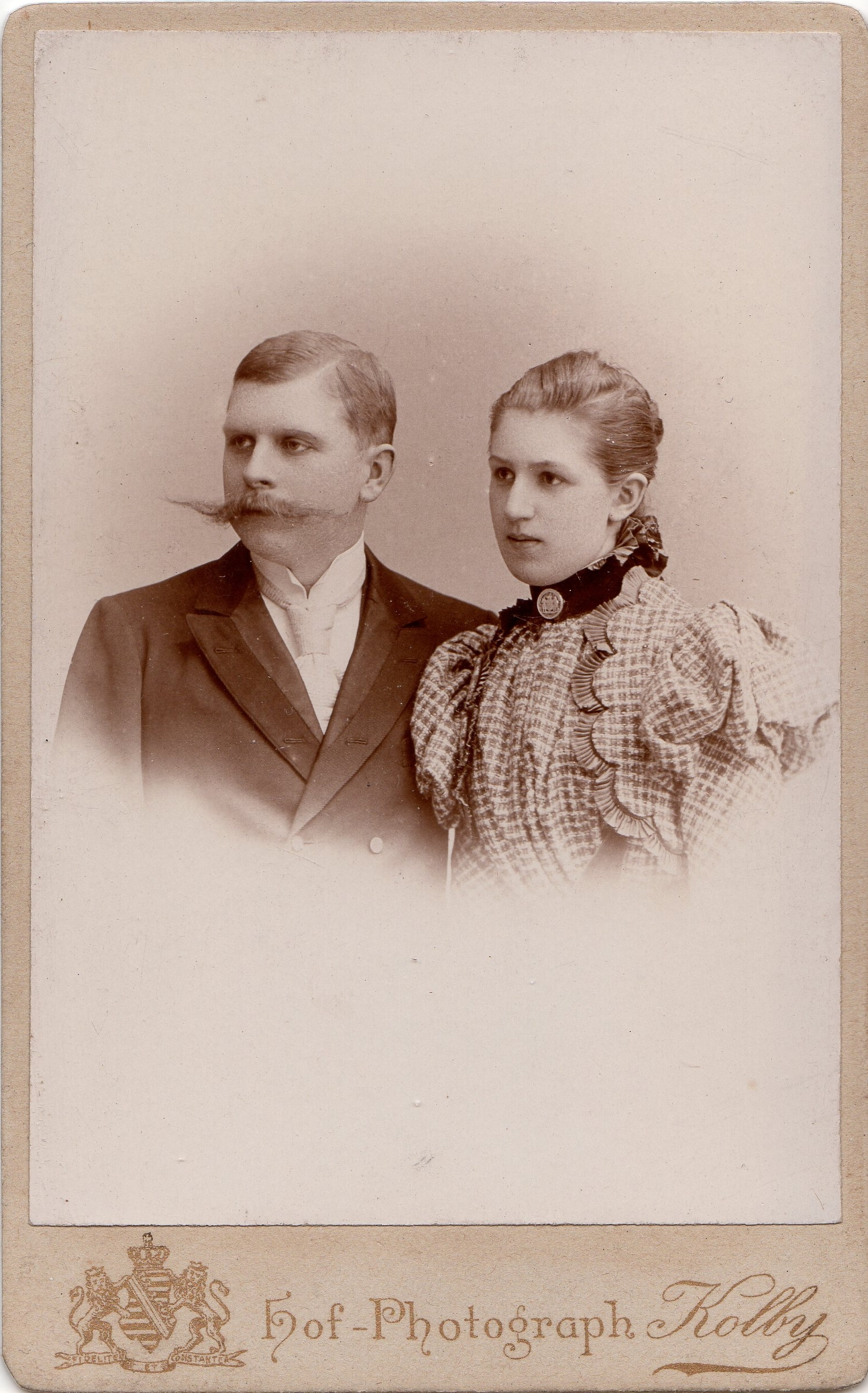
Albert Borchers mit seiner Frau Antonietta

Georg Wilhelm Albert Borchers (* 15. März 1864 in Eickeloh; † 26. Februar 1 1929 in Freiberg) war ein sächsischer Berghauptmann.

## Leben und Wirken
Borchers wurde als Sohn des evangelischen Pfarrers Rudolph Borchers (1820–1887) und dessen Ehefrau Thekla von Stoltzenberg (1830–1920) geboren. Er hatte zwölf Geschwister. Nach Absolvierung der Elementarschule ging er auf das Gymnasium nach Ratzeburg und später auf das Matthias-Claudius-Gymnasium in Hamburg-Wandsbek, wo er 1884 die Maturitätsprüfung ablegte. Er lehnte den Wunsch seines Vaters ab, Theologie zu studieren. Stattdessen schrieb er sich noch im selben Jahr als Student der Bergakademie Freiberg ein, nachdem er vorher auf der Himmelfahrt Fundgrube ein Praktikum absolviert hatte. Seine Lehrer waren u. a. Carl Gustav Kreischer (Bergbaukunde), Max Carl Ludwig Schmidt (Markscheidekunde), Albin Weisbach (Mineralogie) und Alfred Wilhelm Stelzner (Geologie). Seit 1884 gehörte er der Freiberger Burschenschaft Glückauf an. 1921 wurde er auch Mitglied der Freiburger Burschenschaft Germania. Das Diplom als Bergingenieur erhielt er 1888.
Zuerst absolvierte er weitere praktische Arbeiten auf der Grube Gouley im Aachener Steinkohlenrevier. Im August 1889 nahm er eine Stelle im Nordböhmischen Braunkohlerevier an. Schon 1891 wechselte er als Bergreferendar nach Freiberg an das damalige Bergamt. Zahlreiche Beförderungen folgten: 1892 wurde er als 1. Assistent des Berginspektors nach Zwickau versetzt, wo er 1895 Berginspektor wurde. Hier lernte er auch seine Frau Antonietta, Tochter des Oberbergrates Heinrich Richter (1842–1929) und dessen Frau Pauline geb. Richter (1847–1887), kennen, die er am 31. August 1897 heiratete. Aus der Ehe gingen 2 Kinder hervor. 1898 wurde er Vorstand der Berginspektion Freiberg I und 1901 der Berginspektion Zwickau II. In dieser Funktion wurde ihm am 17. April 1901 vom König Amt und Titel eines Bergmeisters verliehen. 1906 ging er endgültig nach Freiberg zurück, wo er erst Bergamtsrat, 1913 Oberbergrat und 1920 Oberbergamtsrat wurde. Am 1. Juni 1924 schließlich wurde er Berghauptmann und trat an die Spitze des Sächsischen Oberbergamts.
Neben seiner Tätigkeit am Bergamt bzw. Oberbergamt engagierte er sich in mehreren Vereinen. Er war Vorstand im Verein für das Deutschtum im Ausland sowie im Freiberger Altertumsverein. Er legte eine umfangreiche Sammlung bergmännischer Altertümer an, die sich heute insbesondere im Stadt- und Bergbaumuseum Freiberg sowie in der Betstube des Deutschen Museums in München wiederfinden. Insbesondere aus dieser Sammeltätigkeit heraus veröffentlichte Borchers einige berghistorische Abhandlungen, insbesondere zu Bergbarten.
Familiengeschichtlich kommt ihm das Verdienst zu, die Daten der Osteroder Linie der Sippe zusammengestellt und sie seinem Fachkollegen, Geh. Bergrat Adolf Borchers, Bonn  zur Verfügung gestellt zu haben. Dieser arbeitete mit  dem Herausgeber der Monographie Borchers-Goslar Wilhelm Borchers zusammen. Aus einem Umlauf-Brief vom 17. Mai 1912 an vier Vettern der Osteroder Linie geht hervor, dass er diesen damit  veranlasste,  die Daten wenigstens als Stammtafel V. in die Monographie aufzunehmen. Im Vorwort hofft W. Borchers, dass sich später jemand finden wird, der einen Text dazu schreibt.

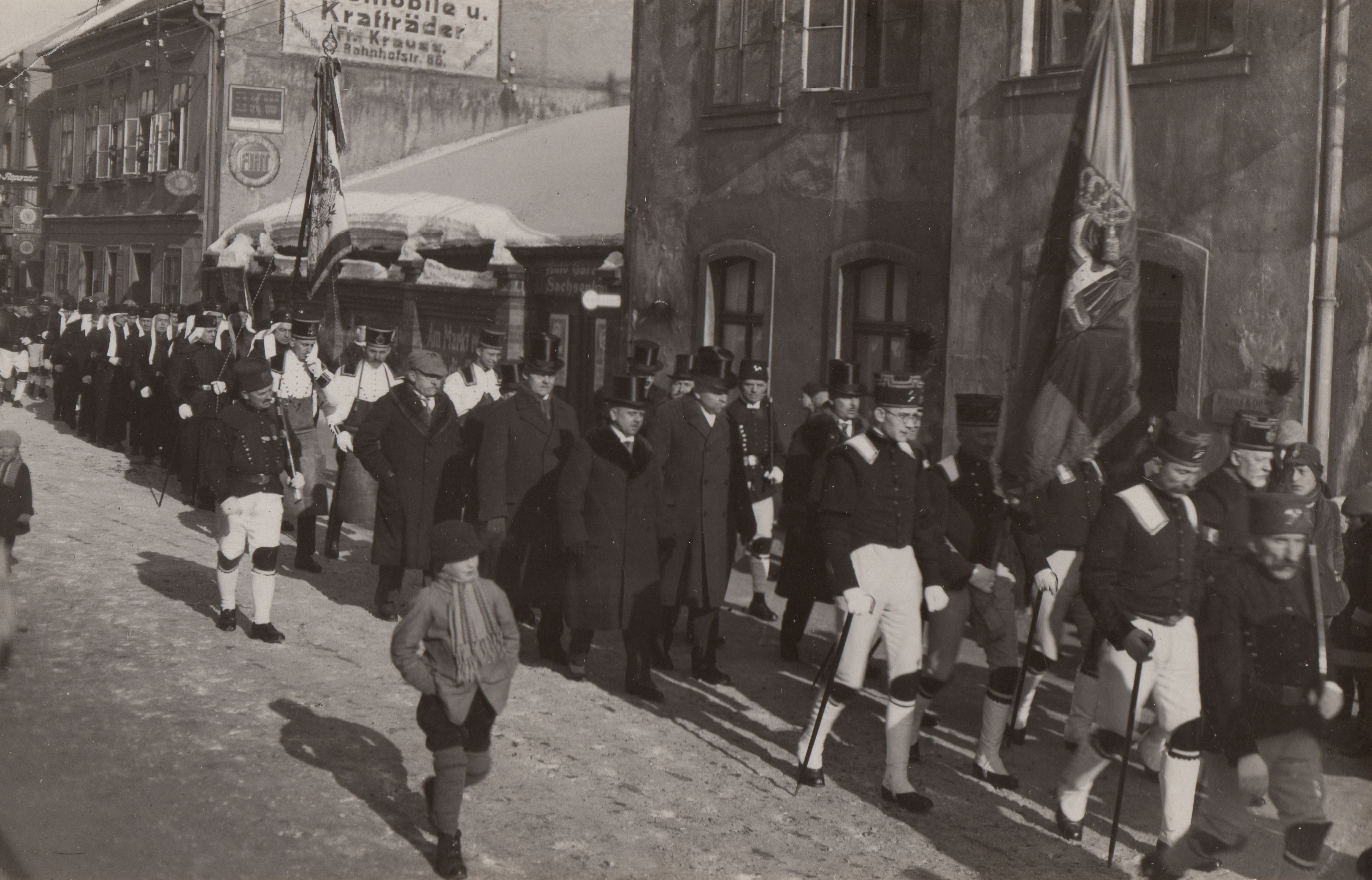
Albert Borchers war Ehrengast der Bergparade am 12. Februar 1929 in Johanngeorgenstadt. Hierbei zog er sich eine Lungenentzündung zu, an der er verstarb.

Am 12. Februar 1929 nahm er an einer Bergparade in Johanngeorgenstadt teil, dem einzigen Ort im Erzgebirge, der zu dieser Zeit dieses bergmännische Brauchtum pflegte. Hierbei zog er sich eine Lungenentzündung zu und verstarb wenige Tage später.

## Ehrungen
Borchers wurde am 20. Mai 1918 das Ritterkreuz erster Klasse mit der Krone des Albrechts-Ordens verliehen. Außerdem war er Träger des Kriegsverdienstkreuzes.

## Schriften (Auswahl)
- Die Beaufsichtigung des Grubenbetriebes bei den Steinkohlenwerken des Zwickauer Berginspektionsbezirkes. In: Jahrbuch für das Berg- und Hüttenwesen in Sachsen. 1892, S. A64–A73 (PDF; 19,9 MB)
- Neue Vorrichtungen gegen zu hartes Wegsetzen der Fördergestelle bei der Seilfahrung. In: Jahrbuch für das Berg- und Hüttenwesen in Sachsen. 1902, S. A146–A153 (PDF; 30,7 MB)
- Die bergwirtschaftliche Entwicklung Sachsens in den letzten 25 Jahren. In: Jahrbuch für das Berg- und Hüttenwesen in Sachsen. 1915, S. A3–A7 (PDF; 16,4 MB)
- Fälschungen erzgebirgischer Alterthümer. In: Mitteilungen des Freiberger Altertumsvereins. Freiberg: Freiberger Altertumsverein, Band 48, 1913, S. 96–98 online.
- Bergbarten. In: Mitteilungen des Freiberger Altertumsvereins. Freiberg: Freiberger Altertumsverein, Band 54, 1923, S. 18–23 online.
- Aus seiner Feder stammen mehrere Lieder der Freiberger Burschenschaft „Glückauf“ und der Anhang Bergstudentische Lieder zum Allgemeinen Deutschen Kommersbuch[4]